# ريناته فينتر
ريناته فينتر (بالألمانية: Renate Winter)‏ هي قاضية نمساوية، ولدت في 8 مارس 1944 في فيينا في النمسا.